# Allan Quatermain et la Pierre des ancêtres
Allan Quatermain et la Pierre des ancêtres ou Les Mines du roi Salomon (King Solomon's Mines) est une mini-série américano-allemande en deux parties totalisant 173 minutes, réalisée par Steve Boyum et diffusée le 6 juin 2004 sur Hallmark Channel.
En France, la mini-série a été diffusée le 30 décembre 2004 sur M6 et rediffusée sur W9.

## Synopsis
Allan Quatermain, vieil habitué de l'Afrique, est engagé par la fille du professeur Maitland, enlevé par les Kikuani, à cause d'une carte relative aux mines du roi Salomon qu'il aurait découverte. C'est le début d'une grande aventure.

## Fiche technique
- Scénario : Steven H. Berman, Adam Armus et Nora Kay Foster d'après le roman Les Mines du roi Salomon de Henry Rider Haggard
- Musique : Mark Kilian et Daniel Licht
- Photographie : William Wages
- Production : Greig Buckle, Robert Halmi Jr, Larry Levinson, Nick Lombardo, Russell D. Markowitz, Stephen McLaughlin, Michael Moran, Therese Ryan, H. Daniel Gross
- Sociétés de production : Hallmark Entertainment, Larry Levinson Productions, RTL, Silverstar Productions
- Langue : anglais
- Classification :
  - États-Unis : PG-13
  - France : Tous Public

## Distribution
- Patrick Swayze (VF : Richard Darbois) : Allan Quatermain
- Alison Doody (VF : Céline Monsarrat) : Elizabeth Maitland
- Roy Marsden (VF : Michel Prud'homme) : Captain Hector Good
- John Standing : Dr Samuel "Sam" Maitland
- Gavin Hood (VF : Lionel Tua) : Bruce McNabb
- Sidede Onyulo : Umbopa
- Ian Roberts (en) (VF : Philippe Catoire) : Sir Henry
- Nick Boraine (en) (VF : Féodor Atkine) : Ivan Fleekov
- Hakeem Kae-Kazim (VF : Thierry Desroses) : Twala
- Lesedi Mogoathle : Gagool (sorcière)
- Godfrey Lekala : Khiva
- Mesia Gumede : Ventvogel
- Langley Kirkwood (en) : Sergei
- Morne Visser (VF : Philippe Dumat) : Petre
- Robert Whitehead : Bitter
- Ronald France (VF : Gérard Surugue) : Un magistrat britannique